# Semgallia

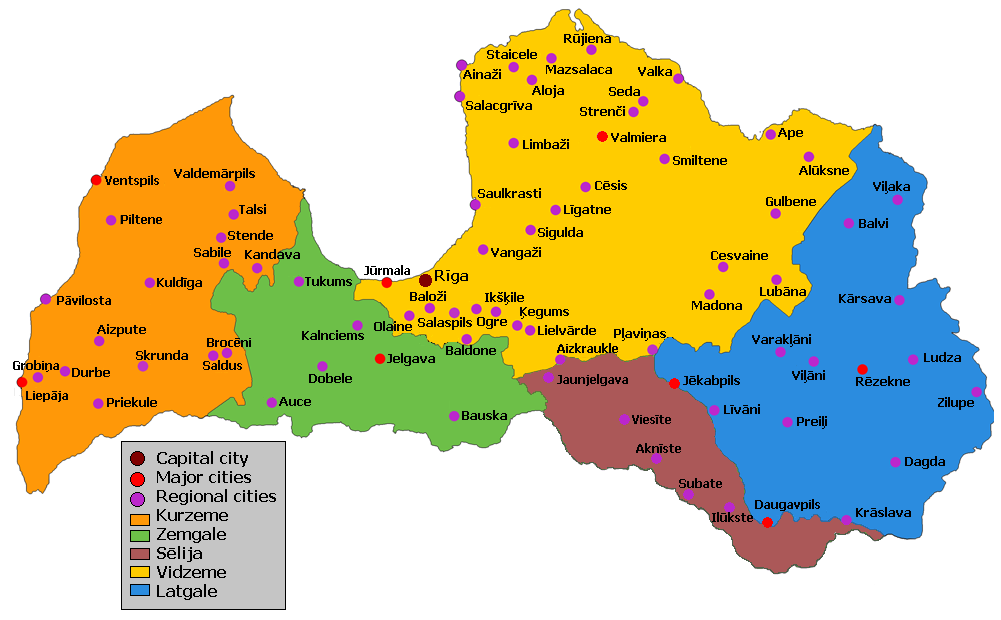
Mappa della Semgallia (in verde) e della confinante Selonia (in marrone).

La Semgallia (o Semigallia, recte Semgalia, in lettone Zemgale) è una delle quattro regioni storiche e culturali riconosciute dalla costituzione della Lettonia.

## Geografia
Situata a sinistra del corso del fiume Daugava, la regione confina con numerose altre regioni baltiche ricche di storia, quali la Livonia (attuale Vidzeme in lingua lettone, storicamente la parte meridionale di quella che fu la Livonia Svedese) a nord-est, la Samogizia a sud, la Curlandia ad ovest e la Letgallia a est; è infine bagnata dalle acque del Golfo di Riga nella parte settentrionale.
La conformazione della Semgallia è principalmente pianeggiante e basso-collinare. Il Lielupe è il fiume principale della regione, dopo la Daugava.
La città principale è Jelgava, (in tedesco Mitau), che fu la capitale del Ducato di Curlandia e Semigallia dal XV al XVIII secolo.

## Suddivisioni amministrative
La regione della Semigallia è composta dal distretto cittadino di Jelgava, capoluogo e centro più popoloso, e dai distretti di Bauska e Dobele. È inoltre suddivisa nei circondari municipali di Auce, Baldone, Dobele, Engure, Iecava, Jaunpils, Jelgava, Ozolnieki, Rundāle, Tērvete, Tukums e Vecumnieki.

## Storia
La Semgallia è una delle quattro regioni storiche e culturali ufficiali in cui è suddivisa la Lettonia.
Come stabilito dalla costituzione dello stato del 1922, (ripresa poi nel 1993), la Semgallia viene considerata una singola unità amministrativa con la Selonia; è in effetti sin dal XIII secolo che quest'ultimo territorio, più piccolo, è parte della Semgallia, anche se non mancano gli aspetti per i quali viene talora ritenuto una vera e propria quinta regione a sé stante.
Nello stemma della Lettonia, la Semgallia è rappresentata in unione con la Curlandia (in lettone Kurzeme), a causa della storica connessione fra questi due territori.
La regione prende il nome dalla popolazione baltica dei semigalli, tribù di ceppo baltico che popolò l'area fin dal periodo altomedievale, e che fu una delle più resistenti alla penetrazione dell'Ordine Livoniano.
Il 1290 si può considerare come la data della definitiva sconfitta dei semigalli ad opera dell'Ordine, e del permanente stabilirsi di quest'ultimo sul territorio della regione, che venne cristianizzata e divenne parte Confederazione della Livonia.
La Prima guerra del nord (detta anche Guerra di Livonia) si concluse, nel 1561, con la definitiva dissoluzione dell'Ordine Livoniano. L'ultimo Gran Maestro, il nobile di origine tedesca Gotthard Kettler secolarizzò le terre dell'Ordine, e fece della Semgallia una delle due regioni costitutive del Ducato di Curlandia e Semigallia, entità statale legata a vincoli di vassallaggio al Granducato di Lituania prima e, dal 1569, alla Confederazione polacco-lituana poi.
Alla fine del XVIII secolo il piccolo ducato cadde in misura sempre crescente sotto l'influenza russa, fino ad essere assorbito nel 1795, nella forma del governatorato di Curlandia, all'interno dell'Impero zarista.
Occupata dall'esercito tedesco tra il 1915 e il 1918, la Semgallia divenne parte della Lettonia indipendente nel 1922, e seguì da allora le sorti dello stato baltico, dalla sua annessione all'Unione Sovietica (1940) fino al raggiungimento della nuova indipendenza negli anni Novanta.

## Attrazioni turistiche
Le attrazioni turistiche principali sono legate al passato ducale della regione: il Palazzo Jelgava, il più grande edificio in stile barocco dei paesi baltici, ed il palazzo di Rundāle situato presso Bauska, residenza estiva dei duchi di Curlandia.